# Casimir Tanski
Pour les articles homonymes, voir Tanski.
Casimir Alexandre Tanski, né le 4 mars 1774 à Sierpowie (Pologne) et mort le 7 mars 1853, est un officier polonais ayant servi durant les guerres napoléoniennes. 

## Conflits
- Guerre russo-polonaise de 1792
  - Bataille de Zieleńce
  - Bataille de Dubienka
- Insurrection de Kościuszko
  - Bataille de Szczekociny
- Guerres napoléoniennes
  - Bataille de Castelfranco Veneto
  - Bataille de Wagram

## Distinctions
- officier de la Légion d'honneur[1]
- Chevalier dans l'Ordre militaire de Virtuti Militari